# Ashton Keynes
Ashton Keynes – wieś w Anglii, w hrabstwie Wiltshire. Leży nad Tamizą, 64 km na północ od miasta Salisbury i 127 km na zachód od Londynu.